# 耶稣复活 (阿西西)
《耶稣复活》（Resurrezione）是亚西西的圣方济各上层圣殿左墙的一幅湿壁画，由乔托绘制于1291-1295年，尺寸为 300 x 300 厘米。
这幅画受损严重，只剩下底部的一部分，睡在耶稣墓脚下的士兵，墓的建筑基座。虽然残存部分很少，但构图的高质量令人惊叹，士兵身体的交织在空间处理中得到了出色的解决，并使用了非常现代的视角。细节非常仔细，比如士兵盔甲上的装饰，优雅的涂鸦。

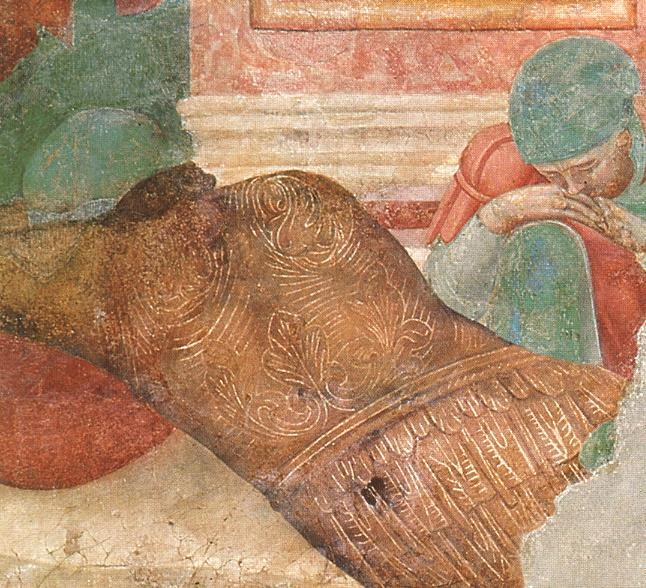
细节